# Planet (Schiff, 1905)
Die Planet war ein Vermessungsschiff der Kaiserlichen Marine. Ihr Schwesterschiff war die Möwe.

## Technik
Die erste Planet wurde bei der AG Weser in Bremen gebaut. Der Stapellauf erfolgte am 2. August 1905; die Indienststellung am 16. November 1905. Der Rumpf war in Querspant-Stahlbauweise gebaut worden. Der Antrieb bestand aus zwei kohlebefeuerten Dreizylinder-Expansionsdampfmaschinen mit zusammen 350 PS. Durch sie erreichte die Planet eine Geschwindigkeit von bis zu 9,5 Knoten.

## Einsatz
Das Schiff wurde vorwiegend im Bismarck-Archipel im Westpazifik eingesetzt. Ende Januar 1906 verließ die Planet Deutschland mit dem Auftrag, die Morphologie des Meeresbodens sowie die physikalisch-chemische Beschaffenheit und die biologischen Gegebenheiten der befahrenen Seegebiete zu untersuchen. Die Fahrt verlief entlang der Küsten West- und Ostafrikas via Malediven über den Indischen Ozean. Dabei wurden Wassertiefen sowie der Gas- und Salzgehalt der Tiefsee gemessen sowie meteorologische Untersuchungen durchgeführt. Insgesamt erfolgten über 200 Tiefseelotungen, 40 Drachen- und mehr als 20 Ballonaufstiege. Die Planet entdeckte Tiefstellen im Philippinen- und Sundagraben. Im Oktober 1906 erreichte das Schiff den Bismarck-Archipel. Der Dienst im Westpazifik wurde von Wartungen in Brisbane, Manila, Singapur, Sydney und Tsingtau unterbrochen. Zudem wurde die Planet von der Kolonialverwaltung Deutsch-Neuguineas auch zu anderweitigen Zwecken eingesetzt, etwa im Aufstand der Sokehs. Die Besatzung des Schiffes bestand aus sechs Offizieren, vier Decksoffizieren und 81 Unteroffizieren, Matrosen, Heizern und Handwerkern. Mit Ausnahme von Wilhelm Brennecke von der Deutschen Seewarte in Hamburg waren es die Offiziere der Stammbesatzung selbst, die die Forschungsarbeiten durchführten. Dafür waren sie vorab an der Seewarte ausgebildet worden. An Bord befand sich auch der Ethnologe Augustin Krämer
Ab dem 30. Mai 1913 bis zu seinem unfreiwilligen Verweilen auf der Heimreise aus Simpsonhafen am 29. Juni 1914 in Tsingtau war Korvettenkapitän Harry Mündel Kommandant des Schiffes. Dieser war bereits von 1905 bis 1906 Erster Offizier auf dem Vermessungsschiff gewesen.

## Verbleib
Nach dem Beginn des Ersten Weltkriegs wurde das Schiff am 7. Oktober 1914 durch die eigene Besatzung vor der Insel Yap versenkt. Unter Verwendung der Schiffsausrüstung wurde auf der Insel Yap eine Hilfsfunkstation errichtet, die beim Erscheinen japanischer Kriegsschiffe von den Deutschen selbst zerstört wurde. Im Oktober 1916 wurde das Wrack durch Japan gehoben und in Osaka verschrottet.